# Liogenys obesula
Liogenys obesula är en skalbaggsart som beskrevs av Gutierrez 1951. Liogenys obesula ingår i släktet Liogenys och familjen Melolonthidae. Inga underarter finns listade i Catalogue of Life.